# Johan Petro
Johan Christopher Petro (ur. 27 stycznia 1986 w Paryżu) – francuski koszykarz, występujący na pozycji środkowego.

## Liga francuska
Petro zadebiutował w lidze francuskiej w 2003 roku w barwach Pau Orthez. W tym zespole występował zaledwie przez 2 sezony. Wybił się dzięki występom na mistrzostwach Europy do lat 18 w 2004 roku. W barwach Francji notował wtedy średnio 17,8 punktu i 10,8 zbiórek na mecz.

## NBA
Tak dobra gra w Europie zaowocowała zainteresowaniem ze strony drużyn NBA. W drafcie 2005 został wybrany z 25. numerem przez Seattle Supersonics. W ich barwach rozegrał trzy sezony, po czym przeniósł się z drużyną do Oklahoma City, gdzie stworzono nową drużyną Thunder.
7 stycznia 2009 Petro został wymieniony przez Oklahoma City Thunder razem z wyborem w drugiej rundzie draftu 2009 do Denver Nuggets za Chucky Atkinsa i wybór w pierwszej rundzie draftu 2009.
Nuggets zrezygnowali z opcji zapisanej w kontrakcie, dzięki której automatycznie mogliby przedłużyć jego kontrakt. W ten sposób Petro został wolnym agentem. Nowy kontrakt podpisali z nim Nuggets. Dzięki temu manewrowi zaoszczędzili ponad milion dolarów, podpisując z nim roczny kontrakt.
10 lipca 2010 trzyletni kontrakt podpisali z nim New Jersey Nets. Dzięki tej umowie, Petro zarobił 10 milionów dolarów.
11 lipca 2012 Nets wymienili Petro razem z Jordanem Farmarem, Jordanem Williamsem, Anthony Morrowem, DeShawnem Stevensonem, a także wyborami w drafcie w 2013 i 2017 za Joe Johnsona z Atlanta Hawks.

## Chiny
W sierpniu 2013 Petro podpisał roczny kontrakt z drużyną ligi chińskiej Zhejiang Guangsha Lions. Opuścił jednak drużynę w styczniu 2014.

## Francja
W lutym 2014 powrócił do Francji i podpisał kontrakt z CSP Limoges.

## Statystyki

### Francja
Na podstawie Basketball-Reference.com (ang.)
| Sezon   | Drużyna     | M  | S5 | MPG  | FG%   | 3P%   | FT%   | RPG | APG | SPG | BPG | PPG |
| ------- | ----------- | -- | -- | ---- | ----- | ----- | ----- | --- | --- | --- | --- | --- |
| 2003/04 | Pau Orthez  | 22 |    | 8,2  | 42,9% | 0,0%  | 50,0% | 2,6 | 0,3 | 0,3 | 0,8 | 2,8 |
| 2004/05 | Pau Orthez  | 43 |    | 13,1 | 51,0% | 0,0%  | 72,1% | 3,2 | 0,4 | 0,7 | 0,7 | 5,7 |
| 2013/14 | Limoges CSP | 11 |    | 16,3 | 50,7% | 42,9% | 33,3% | 3,7 | 0,8 | 0,3 | 0,3 | 6,9 |

### NBA
Na podstawie Basketball-Reference.com (ang.)

#### Sezon regularny
| Sezon   | Drużyna       | M   | S5  | MPG  | FG%   | 3P%   | FT%   | RPG | APG | SPG | BPG | PPG |
| ------- | ------------- | --- | --- | ---- | ----- | ----- | ----- | --- | --- | --- | --- | --- |
| 2005/06 | Seattle       | 68  | 41  | 18,9 | 51,0% | –     | 62,7% | 4,4 | 0,2 | 0,4 | 0,8 | 5,2 |
| 2006/07 | Seattle       | 81  | 13  | 18,6 | 51,6% | –     | 64,9% | 4,1 | 0,6 | 0,5 | 0,6 | 6,2 |
| 2007/08 | Seattle       | 72  | 28  | 18,2 | 41,9% | 0,0%  | 73,6% | 5,1 | 0,4 | 0,5 | 0,6 | 6,0 |
| 2008/09 | Oklahoma City | 22  | 12  | 15,5 | 40,7% | 0,0%  | 66,7% | 4,3 | 0,3 | 0,7 | 0,2 | 4,6 |
| 2008/09 | Denver        | 27  | 10  | 8,0  | 42,9% | 0,0%  | 42,9% | 2,3 | 0,4 | 0,1 | 0,4 | 2,2 |
| 2009/10 | Denver        | 36  | 16  | 12,1 | 53,5% | 0,0%  | 66,7% | 3,6 | 0,4 | 0,3 | 0,4 | 3,4 |
| 2010/11 | New Jersey    | 77  | 1   | 11,6 | 44,5% | 0,0%  | 53,6% | 2,8 | 0,6 | 0,4 | 0,4 | 3,5 |
| 2011/12 | New Jersey    | 59  | 10  | 15,6 | 41,9% | 100%  | 83,8% | 3,8 | 0,8 | 0,4 | 0,4 | 4,2 |
| 2012/13 | Atlanta       | 31  | 8   | 11,4 | 43,6% | 25,0% | 91,7% | 3,6 | 0,5 | 0,3 | 0,3 | 3,5 |
| Razem   |               | 473 | 139 | 15,4 | 46,2% | 15,4% | 67,8% | 3,9 | 0,5 | 0,4 | 0,5 | 4,7 |

#### Play-offy
| Sezon | Drużyna | M  | S5 | MPG  | FG%   | 3P% | FT%   | RPG | APG | SPG | BPG | PPG |
| ----- | ------- | -- | -- | ---- | ----- | --- | ----- | --- | --- | --- | --- | --- |
| 2009  | Denver  | 10 | 0  | 2,6  | 22,2% | –   | 62,5% | 0,6 | 0,1 | 0,0 | 0,1 | 0,9 |
| 2010  | Denver  | 6  | 1  | 7,5  | 54,5% | –   | 50,0% | 1,8 | 0,2 | 0,2 | 0,5 | 2,2 |
| 2013  | Atlanta | 6  | 4  | 16,8 | 51,9% | –   | 50,0% | 3,7 | 0,7 | 0,2 | 0,7 | 4,8 |
| Razem |         | 22 | 5  | 7,8  | 46,8% | –   | 58,3% | 1,8 | 0,3 | 0,1 | 0,4 | 2,3 |